# Ракетні катери проєкту 206МР
Ракетні катери проєкту 206МР — у Військово-Морському Флоті СРСР і Військово-Морських Силах України — ракетні катери ближньої морської зони різних модифікацій проєкту 206М (шифр «Віхрь», англ. Matka class за класифікацією НАТО).

## Загальні відомості. Проєктування і будівництво
Проєкт ракетного катера на підводних крилах 206МР — еволюційна версія великого торпедного катера проєкту 206М, розробленого у 1955 році.
У 1960 році для випробувань протикорабельного ракетного комплексу П-25 було прийняте рішення збудувати експериментальний катер проєкту 205Е. Він був побудований у 1962 році на суднобудівному заводі ССЗ № 5 і відрізнявся від серійних катерів проєкту 205 підйомними контейнерними пусковими установками для ракет П-25 і відповідними корабельними системами. У 1963 році катер дооснастити переднім підводним крилом і керованою транцевою плитою. Після припинення робіт зі створення комплексу П-25, ці технічні напрацювання були використані при проєктуванні торпедного катера проєкту 206М, який першим із серійних радянських катерів отримав солідне артилерійське озброєння — спарену 57-мм автоматичну артустановку АК-725.
У 1974 році ленінградському ЦМКБ «Алмаз» було видано тактико-технічне завдання на проєктування ракетного катера під шифром «Віхрь» на базі ТКа проєкту 206М. Планувалося, що ці малі РКа замінять ракетні катери проєкту 183Р. Проєкт отримав номер 206МР. Головним конструктором катера був призначений А. П. Городянко.
Катер має гладкопалубний сталевий корпус з носовою малопогруженним крилом. Корпус розділяється на десять відсіків дев'ятьма водонепроникними переборками. Корпусу в надводній частині була придана незвичайна форма: для поліпшення умов змиву палуби при радіоактивному забрудненні стик палуби з бортом спеціально скруглений. Надбудови зроблені з легких сплавів.
Двигуни розташовані в п'ятому та сьомому відсіках, пост дистанційного керування механізмами — в сьомому відсіку. Морехідні якості катера забезпечують можливість його використання без обмежень по швидкості при хвилюванні моря до 4 балів включно і на швидкостях до 30 вузлів при хвилюванні моря 5 балів.
Головний ударний комплекс катера — дві пускові установки КТ-97М протикорабельних ракет П-15М масою 2,5 тонн, дальністю стрільби 80 км і вагою бойової частини 513 кг. РЛС управління ракетним озброєнням «Гарпун». Катер також оснащений 76-мм артилерійською установкою АК-176М (в носі) і 6-ствольним 30-мм зенітним автоматом АК-630М (в кормі). Наведення обох артсистем здійснюється єдиною РЛС управління вогнем артилерії «Вимпел».
Ракетні катери проєкту 206МР призначені для ураження бойових кораблів, транспортів і десантних засобів противника в морі та місцях їх базування в ближній морській зоні.

## У складі українського флоту та флотів інших держав
Всього в 1977–1983 роках було побудовано 12 катерів проєкту 206МР (Р-27, Р-44, Р-50, Р-211, Р-254, Р-260, Р-262, Р-265, Р-251, Р-15, Р-25, Р-30).
У лютому 1996 року, згідно з українсько-російською угодою про параметри розподілу Чорноморського флоту, у склад Військово-Морських Сил України були передані п'ять катерів:
| Назва             | Введено в експлуатацію | Виведений зі складу флоту | Статус                                                   |
| ----------------- | ---------------------- | ------------------------- | -------------------------------------------------------- |
| U150 «Конотоп»    | 29 жовтня 1981         | 13 серпня 2008            | переданий ВМС Грузії, знищений в ході воєнного конфлікту |
| U151 «Цюрупинськ» | 15 червня 1981         | 29 листопада 2000         | списаний, утилізований                                   |
| U152 «Умань»      | 1979                   | 2008                      | списаний, утилізований                                   |
| U153 «Прилуки»    | 30 листопада 1979      |                           | в бойовому складі флоту                                  |
| U154 «Каховка»    | 1980                   | 7 листопада 2012          | списаний, на утилізації                                  |

U150 «Конотоп» 30 червня 1999 року був переданий Військово-Морським Силам Грузії, де отримав назву «Тбілісі».
U151 «Цюрупинськ» після списання 29 листопада 2000 був переданий Херсонській школі юних моряків.
Станом на 2013 рік в бойовому складі ВМС України знаходиться U153 «Прилуки».
У ВМФ РФ станом на 2011 рік на озброєнні залишилося п'ять катерів даного проєкту. Усі в складі Каспійської флотилії. Більшість переобладнана в артилерійські катери.